# Amou (gemeente)
Amou is een gemeente in het Franse departement Landes (regio Nouvelle-Aquitaine) en telde op 1 januari 2022 1.555 inwoners, die Amollois worden genoemd. De plaats maakt deel uit van het arrondissement Dax.

## Geografie
De oppervlakte van Amou bedroeg op 1 januari 2022 27,25 vierkante kilometer; de bevolkingsdichtheid was toen 57,1 inwoners per km².

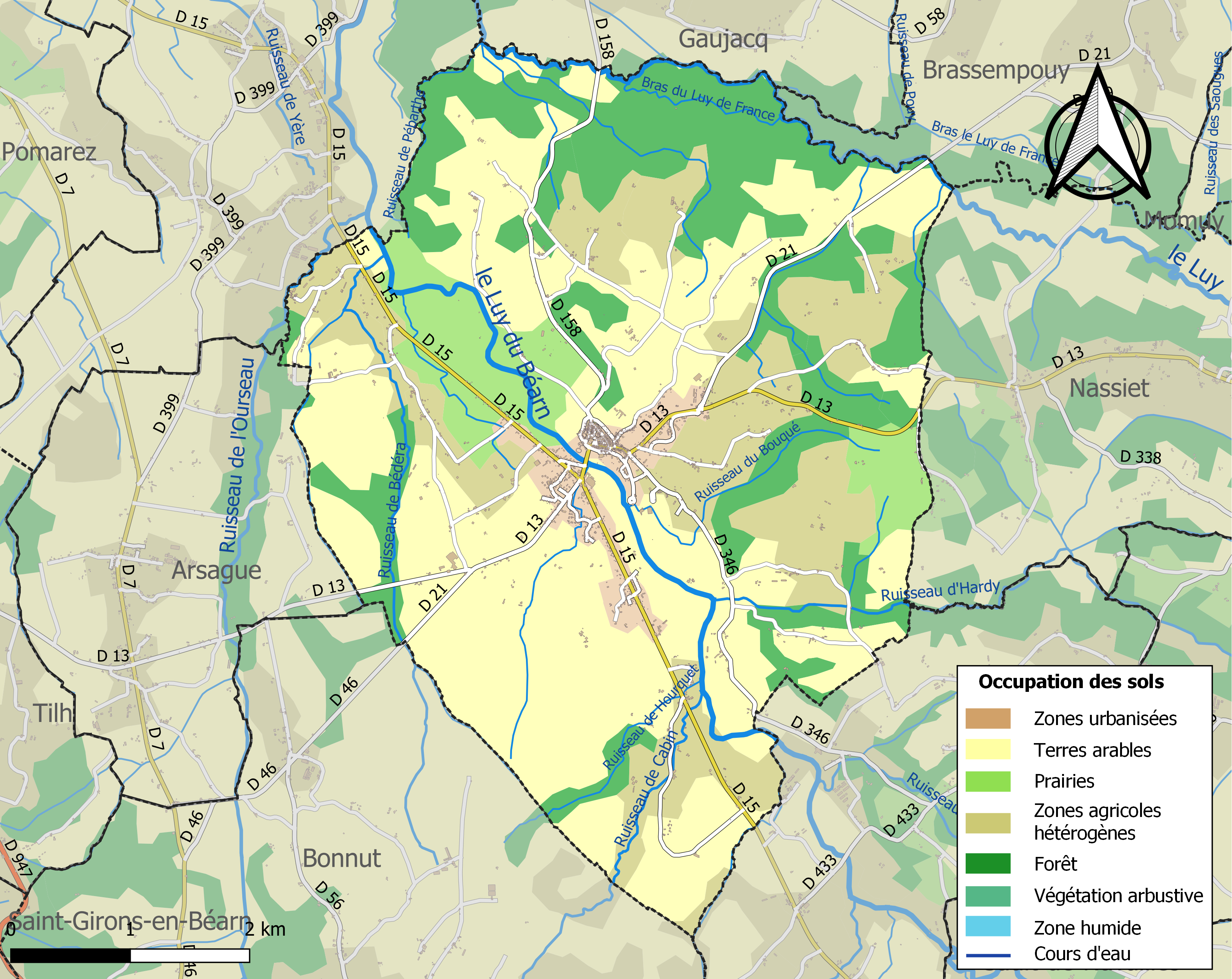
Kaart van de gemeente met de belangrijkste infrastructuur, bodemgebruik en omliggende gemeenten

## Demografie
Onderstaande figuur toont het verloop van het inwonertal (bron: INSEE-tellingen).